# Monuments budistes de la regió de Hōryū-ji
La declaració com a Patrimoni de la Humanitat de la Unesco dels Monuments budistes a la regió de Hōryū-ji inclou una varietat d'edificis que es troben a Hōryū-ji i Hokki-ji en la Prefectura de Nara, al Japó. Van ser designats el 1993, juntament amb el paisatge circumdant, en virtut de diversos criteris. Les estructures inscrites són alguns dels edificis més antics de fusta al món, datats entre els segles vii i viii. Molts dels monuments són també Tresor Nacional del Japó, i reflecteixen una època important de la influència budista al Japó. Les estructures inclouen 21 edificis en el temple oriental de Hōryū-ji, nou en el temple occidental, 17 monestirs i altres edificis, així com la pagoda de Hokki-ji.

## Llista de llocs
| Nom                                     | Tipus  | Localització                     | Imatge |
| --------------------------------------- | ------ | -------------------------------- | ------ |
| Edificis de Hōryū-ji (法隆寺, Hōryū-ji) | Temple | Ikaruga-chō, Ikoma-gun, Nara-ken |        |
| Pagoda de Hokki-ji (法起寺, Hokki-ji)   | Temple | Ikaruga-chō, Ikoma-gun, Nara-ken |        |